# Arpajon
Arpajon is een gemeente in het Franse departement Essonne (regio Île-de-France) en telt 11.355 inwoners (2019). De plaats maakt deel uit van het arrondissement Palaiseau.

## Geschiedenis
In de Gallo-Romeinse periode was hier een nederzetting op de weg tussen Parijs en Orléans. Deze plaats groeide onder het ancien régime uit tot de heerlijkheid Chastres. Al in de 10e eeuw was er een kerk in Chastres. De bouwvallige kerk kwam in 1006 in het bezit van de benedictijner Abdij Saint-Maur. Zij stichtten een priorij en herbouwden de kerk. In 1360 werd Chastres belegerd door de Engelsen en werd de kerk afgebrand. In 1510 werd ze hersteld. Tussen de 16e en de 18e eeuw had de plaats stadsmuren.

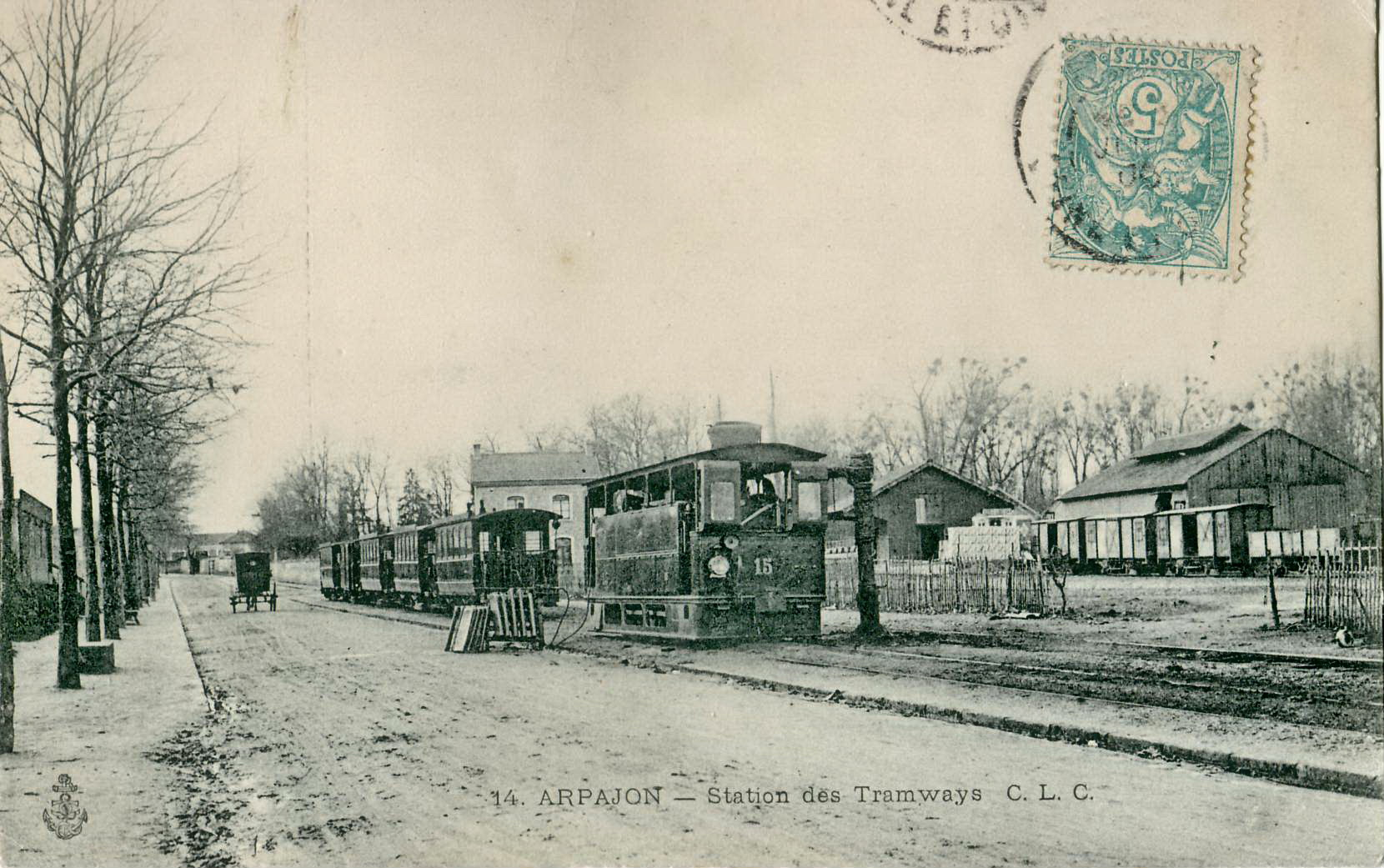
Tramstation in Arpajon (voor 1910)

In 1720 kocht Louis d'Arpajon het markizaat Chastres en bekwam toestemming het naar hem te hernoemen. Voor de Franse Revolutie woonden maarschalk Philippe de Noailles en zijn echtgenote Anne-Claude d’Arpajon op het kasteel. Daarna werd het kasteel van Arpajon afgebroken en de priorij en de kerk werden verkocht als nationaal goed. In de 19e eeuw kwam er industrie in de gemeente. Tussen 1851 en 1956 was er een grote schoenenfabriek (eerst onder de naam Mantin, vanaf 1920 onder de naam André). Daarnaast bleef ook de groententeelt belangrijk. Tussen 1911 en 1936 was er een treinverbinding tussen de gemeente en de groentemarkt in Parijs.

### Snelheidsrecords
In de jaren twintig vond in Arpajon jaarlijks een "recorddag" plaats. De snelheidsrecords werden gereden door motorcoureurs die dat voorheen op het Brooklands-circuit nabij Londen hadden gedaan. Dat circuit was echter te krap geworden toen de snelheden boven de 180 km/u kwamen, waardoor men uitweek naar een stuk rechte weg in de omgeving van Arpajon. Bert le Vack reed op 27 april 1924 het eerste record: 182,80 km/u met een Brough Superior-JAP. Op 6 juli haalde hij 191,5 km/u. Claude Temple reed op 5 augustus 1926 195,375 km/u met een OEC/Temple-Anzani. Op 25 augustus kwam Arpajon in de geschiedenisboeken toen de 200 km/u-grens doorbroken werd: Baldwin reed met een Zenith-JAP 200,525 km/u.

## Geografie
De oppervlakte van Arpajon bedraagt 2,4 km², de bevolkingsdichtheid is 4.731 inwoners per km².
De onderstaande kaart toont de ligging van Arpajon met de belangrijkste infrastructuur en aangrenzende gemeenten.

## Demografie
Onderstaande figuur toont het verloop van het inwonertal (bron: INSEE-tellingen).

## Bezienswaardigheden
- Kerk Saint-Clément met in de toren en het koor nog enkele romaanse elementen. In de 19e eeuw kreeg de kerk een nieuwe façade.
- Hôtel-Dieu, voormalig ziekenhuis waar vroeger pelgrims op de weg naar Santiago de Compostella werden opgevangen.
- Markthal uit de 15e eeuw
- Porte de Paris (1733), op de plaats van een vroegere stadspoort
- Gemeentehuis (1868)

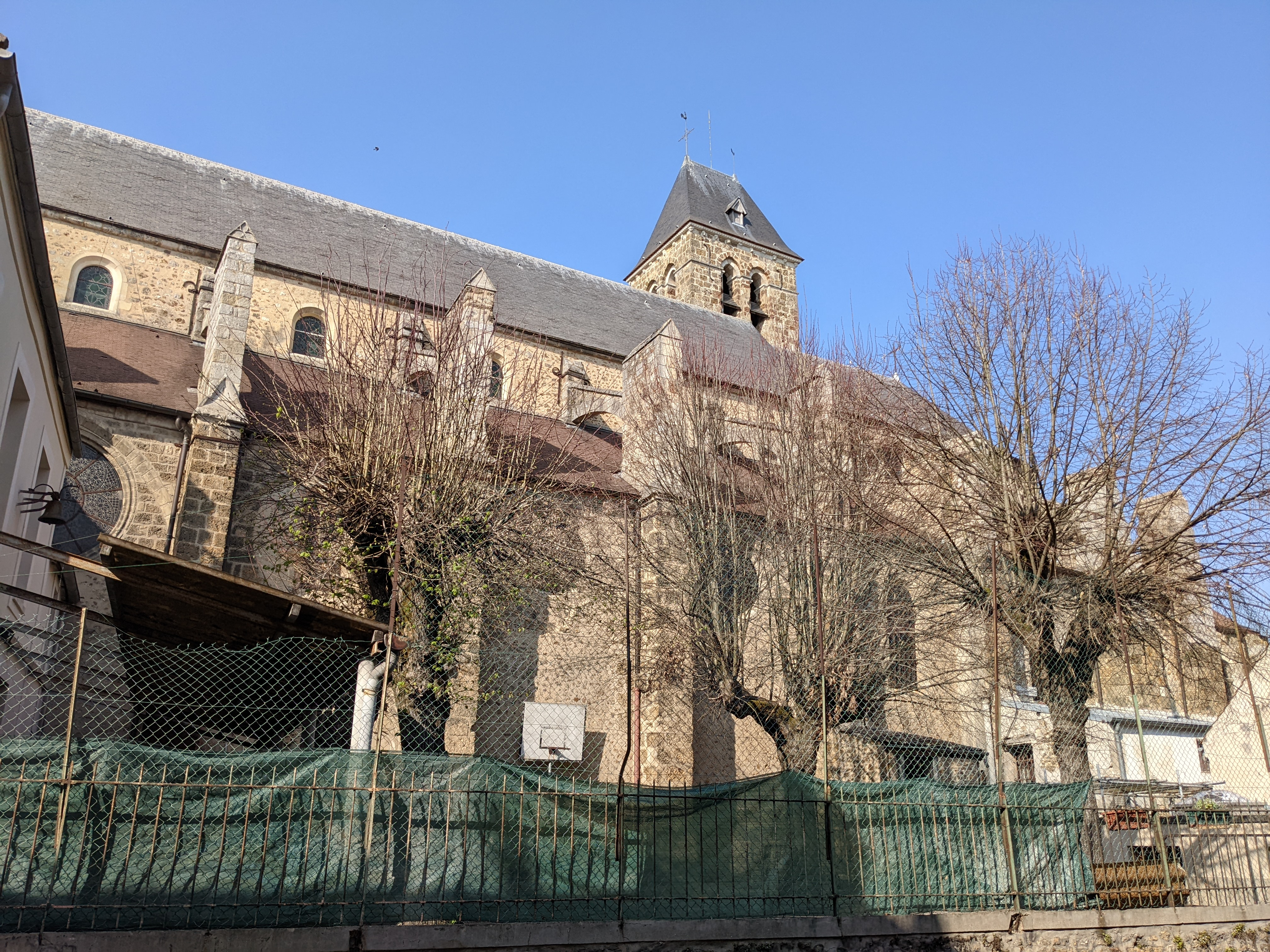
Kerk Saint-Clément
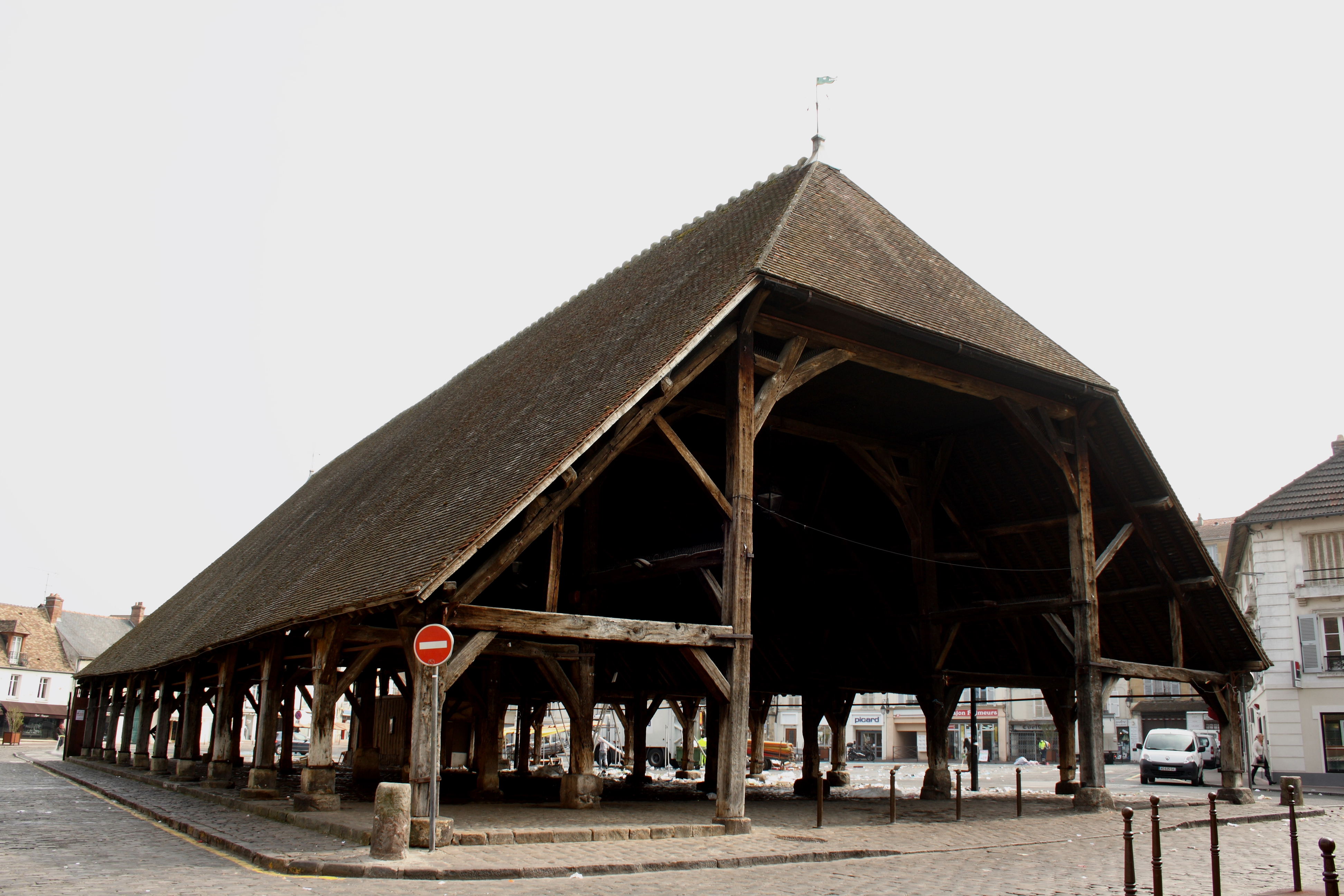
Markthal
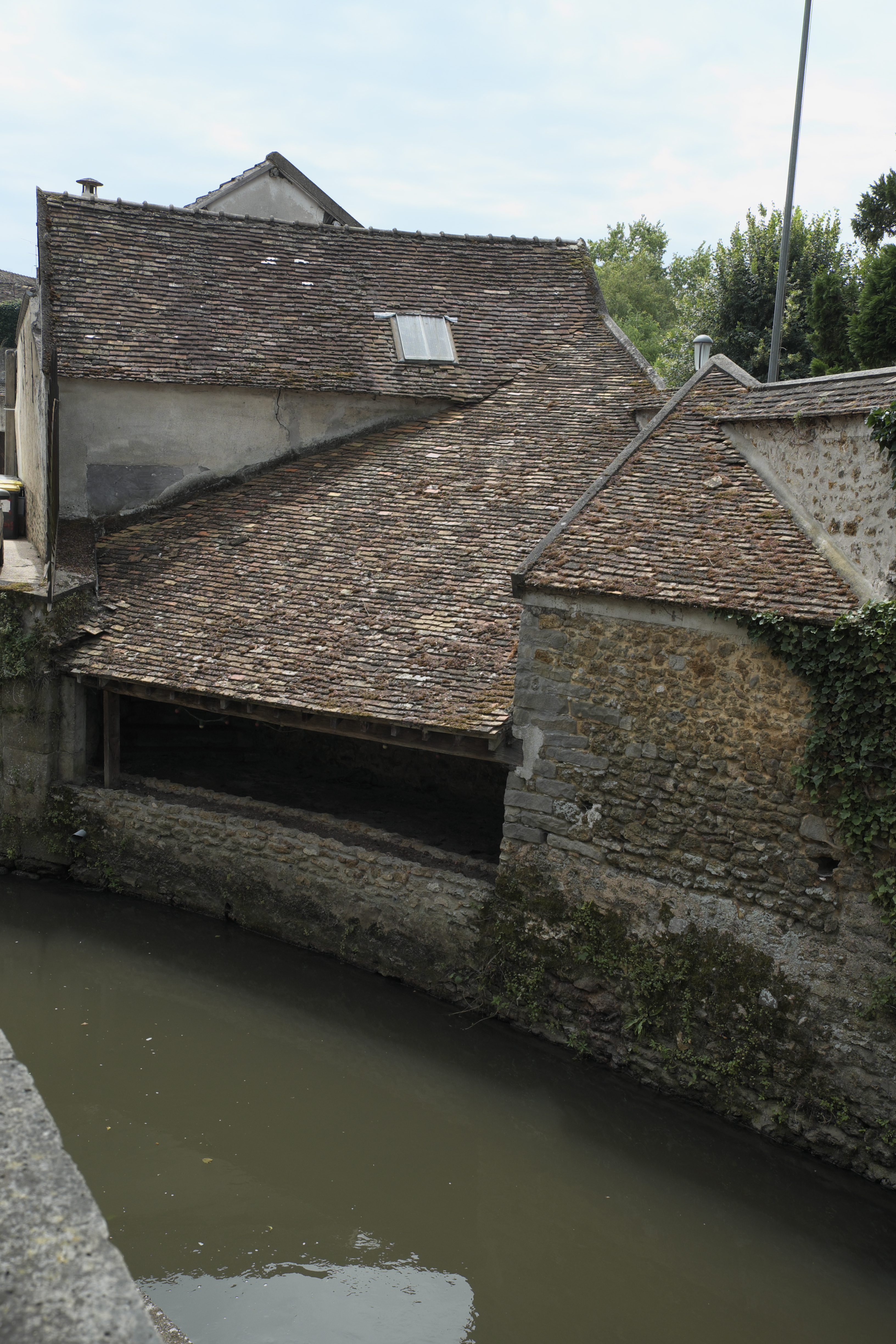
Washuis
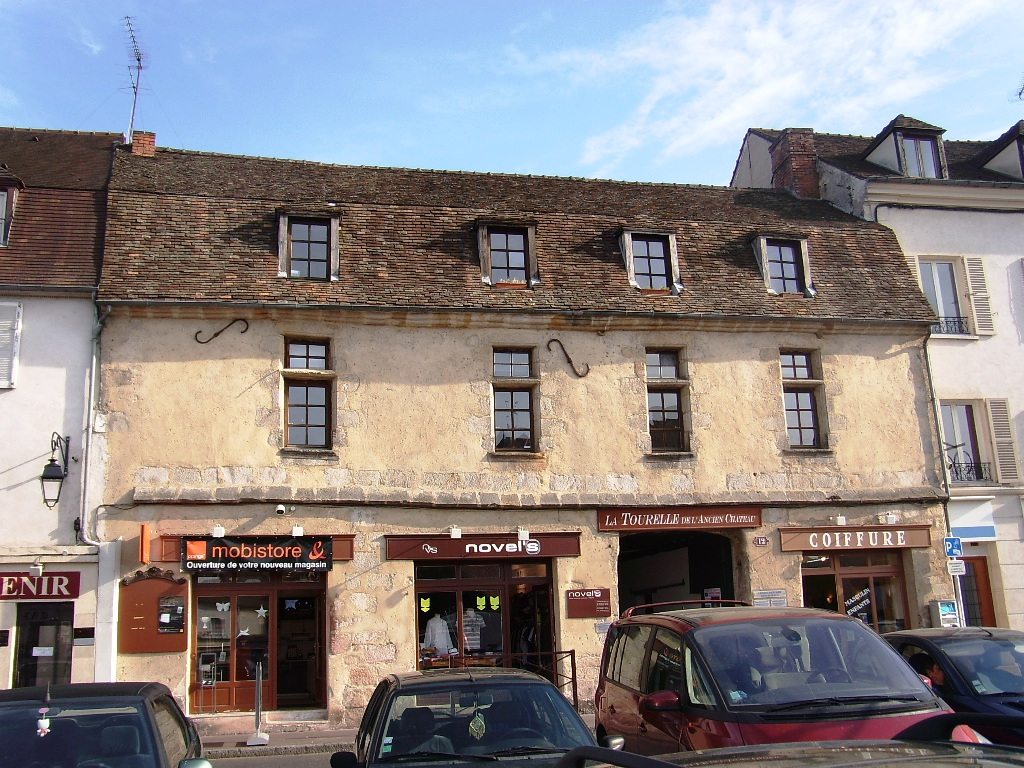
Place du Marché

## Geboren
- Anne-Claude d’Arpajon (1729-1794), edelvrouw
- Emmanuel Collard (1971), autocoureur
- Sébastien Hamel (1975), voetballer
- Jean-Luc Dompé (1995), voetballer

## Overleden
- Camille Danguillaume (1919-1950), wielrenner